# Mladen Dabanovič
Mladen Dabanovič (* 13. September 1971 in Maribor) ist ein ehemaliger slowenischer Fußballspieler auf der Position eines Torwarts.

## Sportlicher Werdegang
Dabanovič debütierte 1990 für den in der drittklassigen regionalen Meisterschaft der Sozialistischen Republik Slowenien antretenden NK Maribor, der nach der Unabhängigkeit Sloweniens 1991 zu den Gründungsmitgliedern der Slovenska Nogometna Liga gehörte. Dort etablierte er sich zwischen den Pfosten und gewann in den Pokalwettbewerben 1991/92 sowie 1993/94 mit der Mannschaft den Titel. Im Verlauf der Spielzeit 1995/96 wechselte er zum Ligakonkurrenten NK Rudar Velenje. Mit dem Klub gewann er im Landespokal 1997/98 erneut den Titel, wenige Wochen später debütierte er im August gegen Ungarn in der slowenischen Nationalmannschaft. Die 1:2-Niederlage verlief für ihn unglücklich, als er – in der Halbzeitpause für Marko Simeunovič eingewechselt – wegen einer Roten Karte bei seinem ersten Länderspiel vorzeitig vom Feld musste. Dennoch konnte er sich in der Folge im Kreis der Nationalmannschaft halten und wechselte sich mit Simeunovič zwischen den Pfosten ab. 
1999 wechselte Dabanovič ins Ausland und schloss sich Sporting Lokeren an. Nachdem er sich mit der slowenischen Nationalmannschaft erstmals für ein Endrundenturnier qualifiziert hatte, war er bei der EURO 2000 Stammtorhüter. Er bestritt alle drei Gruppenspiele, nach zwei Unentschieden und einer Niederlage beendete Slowenien das Turnier auf dem letzten Gruppenplatz. Nach dem Turnier verlor er seinen Stammplatz beim Klub, der Tscheche Daniel Zítka avancierte zur neuen Nummer 1. Parallel rückte er auch in der Nationalmannschaft auf den Posten des zweiten Torhüters hinter Simeunovič. Dieser stand entsprechend bei der WM-Endrunde 2002 zwischen den Pfosten, nach zwei Niederlagen zum Auftakt durfte Dabanovič im abschließenden Gruppenspiel gegen Paraguay ins Tor. Mit drei Niederlagen wurde auch diese Endrunde auf dem letzten Gruppenplatz beendet. Nachdem Zítka im Sommer 2002 zum RSC Anderlecht gewechselt war, kam Dabanovič wieder vermehrt zum Einsatz. Im Januar 2004 holte der Klub jedoch Filip De Wilde und Dabanovič kehrte nach Slowenien zurück, wo er für den Erstligisten NK Drava Ptuj spielte. 2008 wechselte er zum NK Aluminij in die Druga Slovenska Nogometna Liga, kam aber beim Zweitligisten nicht zum Einsatz und beendete seine aktive Laufbahn.
Später war Dabanovič beim NK Aluminij als Torwarttrainer tätig.